# Albert Chrétien
Pour les articles homonymes, voir Chrétien (homonymie).
Albert Joseph Marie Chrétien, né le 21 avril 1890 dans le 4e arrondissement de Paris et mort le 21 janvier 1934 à Cannes (Alpes-Maritimes), est un champion de natation français spécialisé dans les courses de grand fond.

## Biographie

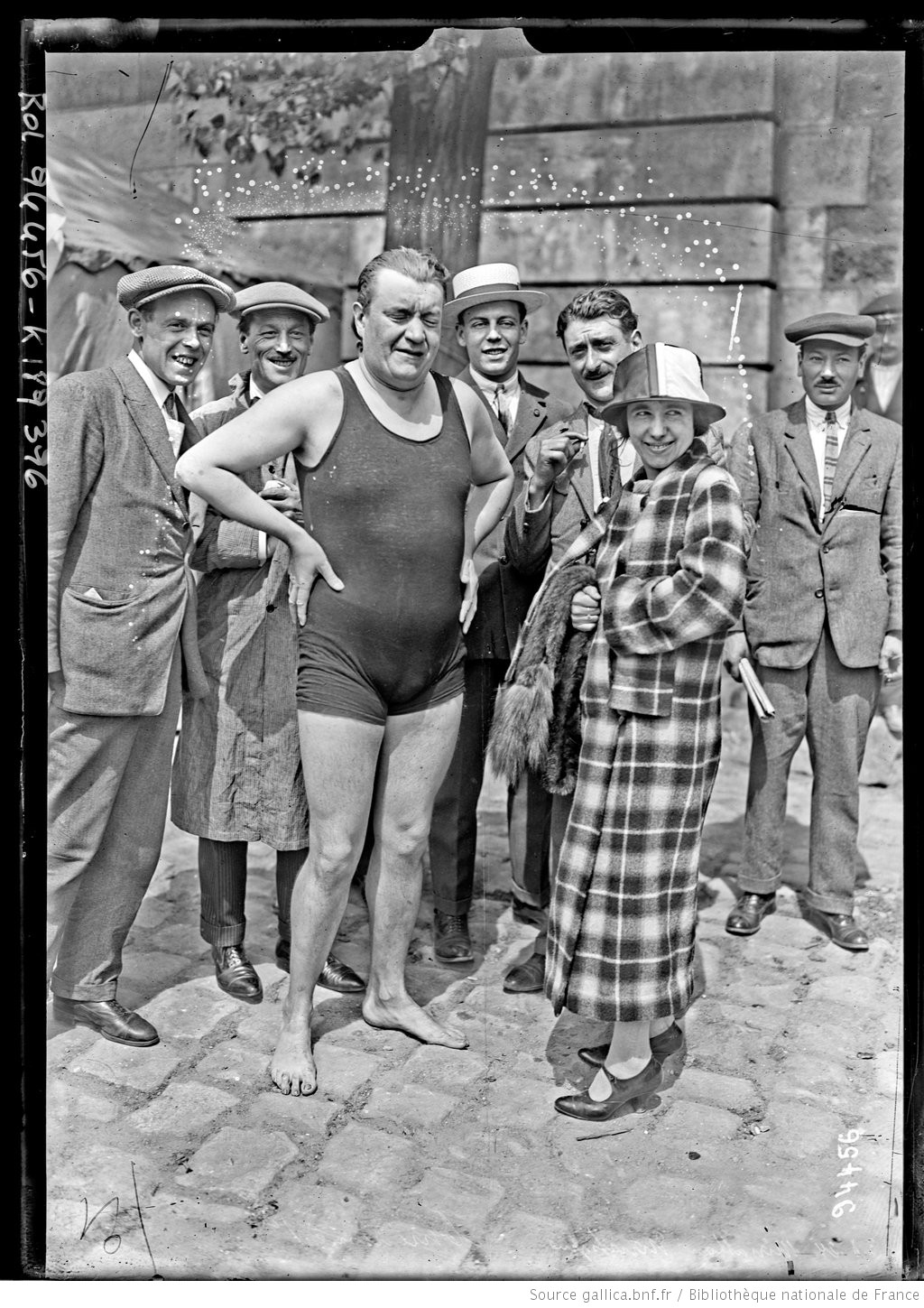
Albert Chrétien après sa victoire dans le marathon nautique Corbeil-Paris, le 8 août 1924. Photographie de l'agence Rol.

D'origine populaire, Albert Chrétien est un sportif amateur qui exerce d'autres activités professionnelles durant son existence : billardier en 1910, il est devenu fabricant de chapeaux en 1925 et l'est encore à son décès.
Habitué des traversées de ville, il finit deuxième de la traversée de Paris à la nage en 1908 et 1911 (derrière Billington), troisième en 1909 et 1910 et quatrième en 1913. Il gagne celle de Lille quatre fois, en 1911, 1912, 1919 et 1920. Il finit aussi deuxième de celle de Lyon en 1908 et 1910.
Il finit aussi deuxième de la Course de six heures à la nage en 1907, 1910 et 1911. Enfin il remporte le premier Marathon nautique Corbeil-Paris en 1924 devant Georges Michel.
Il est également performant sur des distances plus courtes, et remporte ainsi le Championnat de Paris du 1 500 mètres nage libre en juillet 1919.
La presse annonce son inhumation au cimetière de Pantin en janvier 1934.